# Unutma Biçimleri
Unutma Biçimleri (internationaler Titel Forms of Forgetting) ist ein türkischer Film von Burak Çevik, der seine Weltpremiere am 18. Februar 2023 in der Sektion „Forum“ der Berlinale feierte.

## Handlung
Nesrin und Erdem sprechen in einem Amphitheater über ihre Beziehung und ihre Trennung. Sie erinnern sich an die Situation von vor zwei Jahren, die sie schon vergessen hatten. Bilder von Erinnerungen wechseln sich ab mit Vergessenem. Nesrin erinnert sich, wenngleich nicht ganz wörtlich, an das, was Marc Augé einmal sagte: „Vergessen und Erinnern sind nicht gänzlich voneinander verschieden. Weil das eine existiert, ist das andere möglich.“

## Auszeichnungen
Der Film konkurriert im Rahmen der Berlinale um den vom Bundesverband kommunale Filmarbeit und filmdienst.de gestifteten Caligari-Filmpreis, der mit 4.000 Euro dotiert ist.